# Pallavolo Loreto (femminile)
La Pallavolo Loreto è una squadra pallavolistica femminile italiana con sede a Loreto.

## Storia
La società fu fondata nel 1996: inizialmente partecipò ai campionato regionali. Nel 2004 ottenne la prima promozione in Serie B2; successivamente fu promossa in Serie B1.
Con la vittoria del campionato 2008-09, ottenne il diritto di partecipare per la stagione 2009-10 al campionato di Serie A2, categoria dove milita ancora tutt'oggi: nella serie cadetta ottiene la vittoria di due Coppa Italia di categoria consecutive nella stagione 2010-11 e nella stagione 2011-12: al termine di questa stagione, la società decide di dedicarsi all'attività giovanile.

## Palmarès
- Coppa Italia di Serie A2: 2

2010-11, 2011-12